# Athyrium grantii
Athyrium grantii är en majbräkenväxtart som beskrevs av Edwin Bingham Copeland. Athyrium grantii ingår i släktet Athyrium och familjen Athyriaceae. Inga underarter finns listade.